# SN 2010bu
SN 2010bu – supernowa typu Ia odkryta 9 kwietnia 2010 roku w galaktyce A154258+0216. W momencie odkrycia miała maksymalną jasność 16,90m.